# Rhizoprionodon
Rhizoprionodon – rodzaj drapieżnych ryb chrzęstnoszkieletowych z rodziny żarłaczowatych (Carcharhinidae). 

## Rozmieszczenie geograficzne
Do rodzaju należą gatunki występujące w wodach wschodniego i zachodniego Oceanu Atlantyckiego i Spokojnego.

## Morfologia
Długość ciała do 175 cm; masa ciała do (największa opublikowana) 7,5 kg.

## Systematyka
Rodzaj zdefiniował w 1915 roku irlandzko-australijski ichtiolog James Douglas Ogilby w artykule poświęconym ichtiologii opublikowanym w czasopiśmie Memoirs of the Queensland Museum. Jednak nazwa – Rhizoprion – którą Ogilby nadał nowemu rodzajowi okazała się młodszym homonimem wymarłego rodzaju ssaków opisanym w 1861 roku, dlatego w 1929 roku australijski ichtiolog Gilbert Percy Whitley nadał rodzajowi ryb nową nazwę – Rhizoprionodon. Gatunkiem typowym jest (oryginalne oznaczenie) R. acutus.

### Etymologia
- Rhizoprion: gr. ῥιζα rhiza ‘korzeń’; πριων priōn, πριονος prionos ‘piła’[2][6].
- Rhizoprionodon: gr. ῥιζα rhiza ‘korzeń’; πριων priōn, πριονος prionos ‘piła’; οδους odous, οδοντος odontos ‘ząb’[6].
- Protozygaena: gr. πρωτος prōtos ‘pierwszy, przed’[7]; rodzaj Zygaena Cuvier, 1816. Gatunek typowy (oryginalne oznaczenie):  Physodon taylori Ogilby, 1915.

### Podział systematyczny
Do rodzaju należą następujące gatunki:
- Rhizoprionodon acutus (Rüppell, 1837)
- Rhizoprionodon lalandii (Valenciennes, 1839)
- Rhizoprionodon longurio (Jordan & Gilbert, 1882)
- Rhizoprionodon oligolinx Springer, 1964
- Rhizoprionodon porosus (Poey, 1861)
- Rhizoprionodon taylori (Ogilby, 1915)
- Rhizoprionodon terraenovae (Richardson, 1836)